# Red Star FC (Seychelles)
Red Star Football Club là một câu lạc bộ bóng đá từ Anse-aux-Pins, Seychelles. Đội bắt nguồn từ năm 1993 sau khi giải thể sáp nhập giữa Anse-aux-Pins FC và St Michel United FC. Câu lạc bộ chơi ở Seychelles Second Division. Đôi đã vô địch Seychelles hai lần.

## Thành tựu
- Seychelles League: 2

1998, 2001
- Cúp FA Seychelles: 4

1995, 1996, 1999, 2004

## Xuất hiện trong các cuộc thi CAF
- CAF Champions League: 1 lần xuất hiện

2002   - Vòng sơ loại

## Sân vận động
Hiện tại đội chơi ở Stade Linité 10,000 chỗ ngồi.